# Orhangazi
Orhangazi (ancien nom: Pazarköy) est une ville et un district de la province de Bursa dans la région de Marmara en Turquie.